# Dalmau de Cartellà i Despou
Dalmau de Cartellà i Despou, president de la Generalitat de Catalunya, nomenat el 22 de juliol de 1422, va ser abat de Santa Maria de Ripoll
Fill de família noble originària del castell de Cartellà (actual municipi de Sant Gregori), va iniciar la carrera eclesiàstica a Santa Maria d'Amer d'on va arribar a ser abat en 1403. Després de ser abat del Monestir de Sant Cugat del Vallès, passà a Santa Maria de Ripoll per nomenament del papa Benet XIII d'Avinyó. En aquest càrrec hagué de fer front a divisions internes com la del Monestir de Montserrat que s'havia fet autònom de Ripoll en 1409, si bé va mantenir certa dependència fins a 1431. També va haver de reconstruir bona part de l'edifici de Ripoll destruït pel terratrèmol de 1428. La seva reconstrucció de l'església amb voltes gòtiques fou enderrocada el 1835.
Va ser enterrat al monestir, però el seu sepulcre fou destruït el 1835.